# Cultures fondatrices du Néolithique

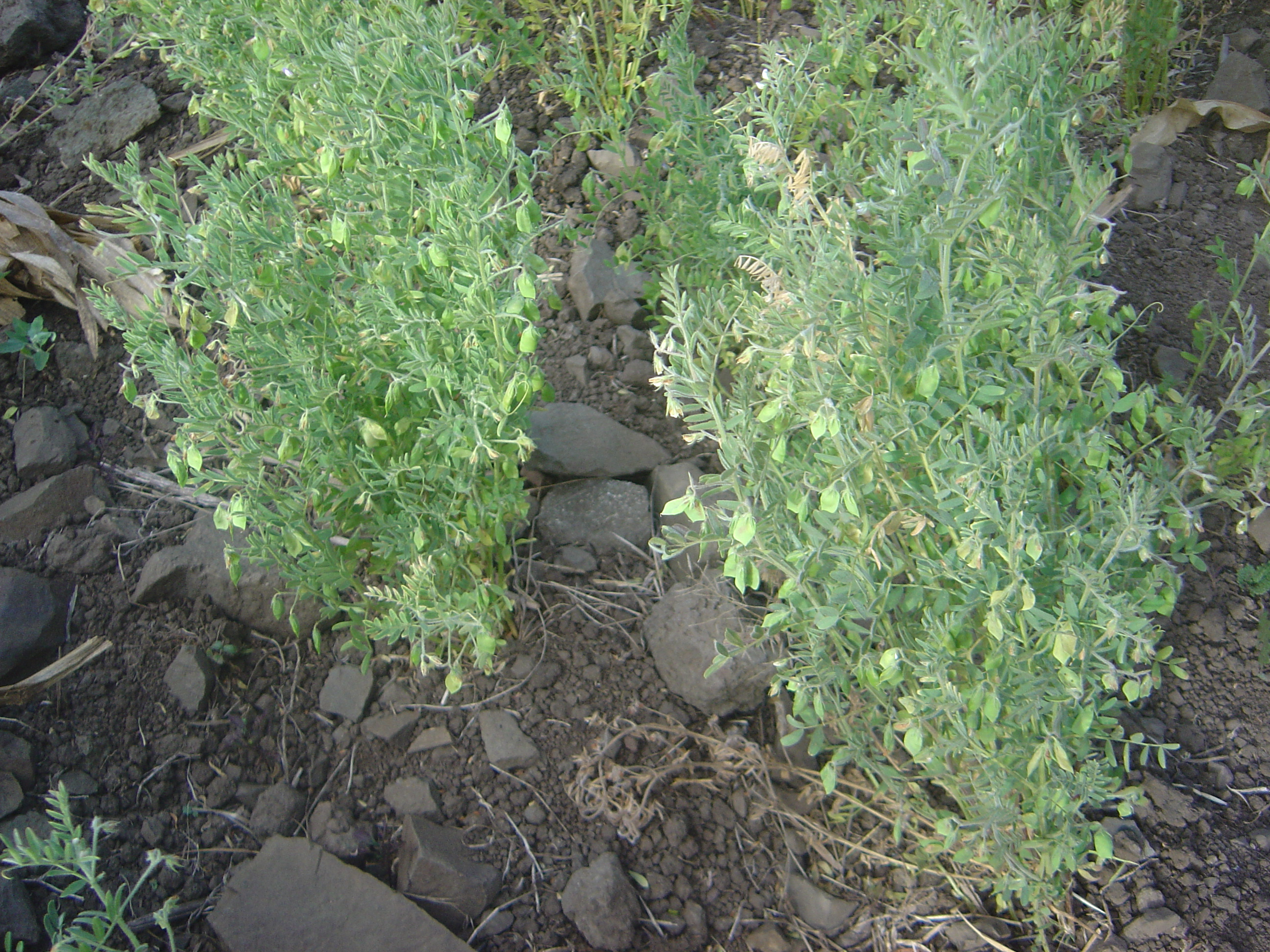
Plants de lentilles.

Les cultures fondatrices du Néolithique du Proche-Orient sont les huit espèces de plantes qui ont été domestiquées par les premières communautés d'agriculteurs de l'Holocène (époque géologique s'étendant sur les 12 000 dernières années) dans la région du Croissant fertile, au Moyen-Orient (Néolithique précéramique B). Elles comprennent le lin, trois céréales (l'orge commune, le petit épeautre et l'amidonnier) et quatre légumineuses (la lentille cultivée, le pois cultivé, le pois chiche et la vesce amère), qui sont les huit premières plantes domestiquées connues dans le monde. De là, elle vont se diffuser au reste de l'Ancien Monde, puis, à l'exception de la vesce amère, aux Amériques et à l'Océanie. 
Bien que le seigle domestiqué (Secale cereale) apparaisse au Natoufien (épipaléolithique final) à Tell Abu Hureyra, en Syrie (c'est la plus ancienne attestation d'espèce de plante domestiquée), il est resté insignifiant pendant  la période néolithique en Asie du Sud-Ouest, et n'est devenu commun qu'avec la diffusion de l'agriculture en Europe septentrionale, plusieurs millénaires plus tard.

## Céréales
- Amidonnier (Triticum dicoccum, dérivé de l'Amidonnier sauvage Triticum dicoccoides)
- Engrain (Triticum monococcum, dérivé de l'espèce sauvage Triticum boeoticum)
- Orge commune (Hordeum vulgare, dérivée de l'espèce sauvage Hordeum spontaneum)

## Légumineuses
- Lentille cultivée (Lens culinaris)
- Pois cultivé (Pisum sativum)
- Pois chiche (Cicer arietinum)
- Vesce amère (Vicia ervilia)

## Autres plantes
- Lin cultivé (Linum usitatissimum)

## Cultures locales ultérieures
Dans l'Ancien Monde, se développent par la suite également des domestications plus localisées.

### Asie
- Asie de l'Est : millet, riz
- Chine : laitue, rhubarbe, soja, navet, orge
- Indochine : bananier, cocotier, riz
- Inde : concombre, cotonnier en arbre, manguier, riz
- Vallée de l'Indus : sésame, aubergine
- Nouvelle-Guinée : Saccharum officinarum (canne à sucre), banane

### Afrique
- Afrique équatoriale occidentale : igname, Arecaceae (palmier)
- Égypte : figuier sycomore, souchet comestible, orge
- Éthiopie : mil à chandelle, caféier, sorgo commun, teff

## Amériques
Le continent américain étant isolé géographiquement de l'Ancien Monde, l'agriculture s'y est développée de manière distincte avec les cultures suivantes :
- Trois sœurs (agriculture) : courge, maïs, haricot
- Agriculture en Mésoamérique (en) : cacao, coton mexicain, caoutchouc, papaye
- Ouest de l'Amérique du Sud : pomme de terre, tomate, coton herbacé, manioc